# Listă de veterani români
Aceasta este o listă de veterani români:

## Al Doilea Război Mondial
- Ion Anastasescu [1]
- Căpraru Ion- a luptat pe frontul de răsărit împotriva URSS și apoi împreună cu rușii(după capitularea din august 1944) până în munții Tatra când la 1945 a fost trimis "la vatră"
- Constantin Biriș [2]
- Igor Burcă [3]
- Gheorghe Cojocea [4][5]
- Otilia-Eugenia David, medic [6]
- Oleg Dombrovschi
- Lăcătușu Dumitrașcu
- Emilian Ezechil [7][8]
- Victor Goanta [9][10]
- Ioan Haicu Vida [11]
- Radu Mărculescu[12][13][14][15][16]
- Octavian Țebrean [17]
- Glodeanu Ghe. Vasile
- Bilan Ivan
- Gheorghiță Ghe. Lazăr (n. 25 dec 1910 - 8 mar 1999), din comuna Tichilești , județul Braila, a luptat ca infanterist. Plecând din Constanta a luptat in Caucaz, A plecat de la Constanta in Caucaz, Cotul Donului, la Simferopol, la Sevastopol, in Stramtoarea Kerci.
- Roșoga C. Mihai (n. 18 mai 1923 – d. 5 ianuarie 2006), din Stupărei, județul Vâlcea, a luptat în munții Tatra (1945)
- Săraru Constantin (n. 1915 – d. 1988), din Stupărei, județul Vâlcea, ultimul supraviețuitor al Masacrului de la Fântâna Albă (1941)
- Dumitru Ion (n. 11 martie 1925 – d. 13 septembrie 2019), din comuna Mihăești, județul Vâlcea, ambulanțier la Spitalul de Pneumoftiziologie "Constantin Anastasatu", a luptat în Ungaria (1945)
- Nicu Petre (n. 5 august 1923 – d. 29 octombrie 2016), a luptat la Oarba de Mureș (1944)
- Andreica N. Ion (n. 22 mai 1917 – d. 22 aprilie 1989), a luptat în Tatra Mică (1945)
- Budișteanu Simion (n. 3 februarie 1925 – d. 5 noiembrie 1982), socrul profesorului Ion Soare, a luptat în Ungaria (1945)
- Drăgan Neculai (n. 1919 – d. 2019), din Viișoara, comuna Târgu Trotuș, județul Bacău
- Dumitru Nicolae (n. 1910 – d. 1979), a luptat la Donetsk (1941)
- Vețeleanu Emil (n. 1919, Copăceni, județul Vâlcea - d. 2020, Râmnicu Vâlcea), din Ocnele Mari
- Popescu Ion (n. 1917 – d. 1990), a luptat în Bătălia de la Odesa (1941), a fost închis în gulaguri
- Popescu Ion (n. 1909 – d. 1992), avocat, a luptat la Incidentul militar de frontieră din Maramureș din 3 iulie 1940
- Roșoga C. Gheorghe (n. 1912 – d. 1996, București), consilier la Primăria sectorului 5, a luptat la Bătălia de la Stalingrad
- Roșoga C. Petre (n. 1913 – d. 1999), judecător, a luptat la Târgu Frumos
- Nicu Gheorghe (n. 1 ianuarie 1921 – d. 25 aprilie 2010), a luptat la Bătălia de la Stalingrad
- Brânzan Gheorghe (n. 1915 – d. 2008), adjutant plutonier
- Sima Gheorghe (n. 1922 – d. 1994), colonel

- Sasca Vasile (n.15 iunie 1904-d.13 ianuarie 1976)
- Evu Ioan (n.1923 -d. 2006), soldat, a luptat in impotriva Germaniei.
- Ciocan Ilie (n. 1913), din Bratia Vale, comuna Galicea, județul Vâlcea. A luptat la Cotu Donului (1942)
- Apostol Gheorghe (1912-1995), soldat, din Comuna Dumbrava, Jud. Prahova, a luptat în Batalionul 2 Vânători de Munte pe frontul de est. A participat la eliberarea Bucovinei de Nord și la luptele din Crimeea până la 28 martie, 1942 când a fost rănit și trimis în țară. S-a remarcat în luptele de la Dealul Capela inainte de marele asalt asupra Sevastopolului.
- Dincă Petre (1922-2013)Comuna Stoenești judetul Olt,a luptat la Odessa, sergent
- Spiridon Bantaș (1923-2004) Sat Gănești , comuna Cavadinești , Jud Galați , infanterie . A fost rănit la mână în munții Tatra (Slovacia).
- Neață Nicolae (n. 1919 - d. 2016), din Stupărei, județul Vâlcea - sergent major centru de instrucție mecanizată. A luptat pe frontul de la Cotul Donului, a fost membru în Mișcarea legionară, prizonier în lagărele sovietice.